# Eriogonum gypsophilum
Eriogonum gypsophilum là một loài thực vật có hoa trong họ Rau răm. Loài này được Wooton & Standl. mô tả khoa học đầu tiên năm 1913.